# Anna Areskoug
Anna Areskoug, född Vorwerk 24 maj 1965 är en svensk volleyboll- och beachvolleyspelare. Hon spelade 131 landskamper, vilket gör henne till en av svensk damvolleybolls mest meriterade spelare. På klubbnivå började hon spela för Sollentuna VK. Därefter studerade hon på Hawaii och spelade för Hawaii Rainbow Wahines volleybollag. Där spelade hon så väl att hon blev vald in i All-American laget i volleyboll (andralaget) 1988, varefter hon blev draftad av Los Angeles Starlites. Senare återvände hon till spel med Sollentuna VK. Hon vann Swedish Beach Tour 1996 i par med Charlotte Wiig.
Vorwerks dotter Tyra Areskoug spelar volleyboll på landslagsnivå.